# Querétaro Fútbol Club 2015-2016

## Rosa 2015-2016
| N. |                        | Ruolo | Calciatore                       |
| -- | ---------------------- | ----- | -------------------------------- |
| 2  | Messico (bandiera)     | D     | George Corral                    |
| 3  | Argentina (bandiera)   | D     | Miguel Ángel Martínez (capitano) |
| 4  | Messico (bandiera)     | D     | Dionicio Escalante               |
| 5  | Messico (bandiera)     | D     | Yasser Corona                    |
| 6  | Argentina (bandiera)   | D     | Juan Forlín                      |
| 7  | Brasile (bandiera)     | A     | Camilo                           |
| 9  | Messico (bandiera)     | A     | Carlos Fierro                    |
| 10 | Messico (bandiera)     | C     | Sinha                            |
| 12 | Stati Uniti (bandiera) | D     | Jonathan Bornstein               |
| 13 | Messico (bandiera)     | D     | Víctor Milke                     |
| 14 | Messico (bandiera)     | C     | Luis Miguel Noriega              |

| N. |                      | Ruolo | Calciatore      |
| -- | -------------------- | ----- | --------------- |
| 15 | Messico (bandiera)   | A     | Ángel Sepúlveda |
| 17 | Messico (bandiera)   | C     | Mario Osuna     |
| 19 | Colombia (bandiera)  | C     | Yerson Candelo  |
| 21 | Messico (bandiera)   | C     | Marco Jiménez   |
| 23 | Messico (bandiera)   | P     | Édgar Hernández |
| 24 | Paraguay (bandiera)  | A     | Édgar Benítez   |
| 27 | Messico (bandiera)   | A     | Luis Madrigal   |
| 28 | Messico (bandiera)   | C     | Jaime Gómez     |
| 30 | Argentina (bandiera) | A     | Emanuel Villa   |
| 31 | Brasile (bandiera)   | P     | Tiago Volpi     |
| 33 | Messico (bandiera)   | P     | Gil Alcalá      |